# Güterwagen nach Indian Railway Standard
Güterwagen nach Indian Railway Standard (IRS) waren standardisierte Güterwagenbaureihen, die von den Eisenbahngesellschaften in Britisch-Indien ab 1928 bis zur Unabhängigkeit Indiens 1947 beschafft wurden.

## Allgemeine Entwicklungsgeschichte
Um 1900 bestand das Eisenbahnnetz in Britisch-Indien aus 19 getrennten Eisenbahnsystemen, von denen die meisten in Privatbesitz waren. Jede Eisenbahngesellschaft hatte ihre eigenen Regeln und Vorschriften bezüglich der Beförderung von Passagieren und Gütern. Um die Schwierigkeiten in Bezug auf die unterschiedlichen Regeln und Vorschriften zu überwinden und zu gewährleisten, dass Eisenbahnwagen einer Gesellschaft auch auf jedes Schienennetz jeder anderen Gesellschaft übergehen konnten, wurde 1902 die Indian Railway Conference Association (IRCA) gegründet. Später wurde beschlossen, auch einheitliche Standards für Dampflokomotiven, Personen- und Güterwagen zu entwickeln.
1919 erschienen die ersten Standards für Güterwagen in indischer Breitspur und Meterspur, bekannt als IRCA-Design. Wegen mehrerer Einwände seitens verschiedener Eisenbahngesellschaften, wurde 1924 ein neuer Normenausschuss, das Carriage and Wagon Standards Committee, gebildet, mit der Aufgabe diese Entwürfe in Zusammenarbeit mit dem britischen Ingenieurbüro Rendel, Palmer and Tritton zu überarbeiten. Außerdem sollten auch Vorgaben für Güterwagen in den Schmalspurweiten 762 mm und 610 mm ausgearbeitet werden.
1928 erschienen die ersten Entwürfe für Standardgüterwagen nach dem neuen Indian Railway Standard (IRS).

## IRS Güterwagen-Baureihen

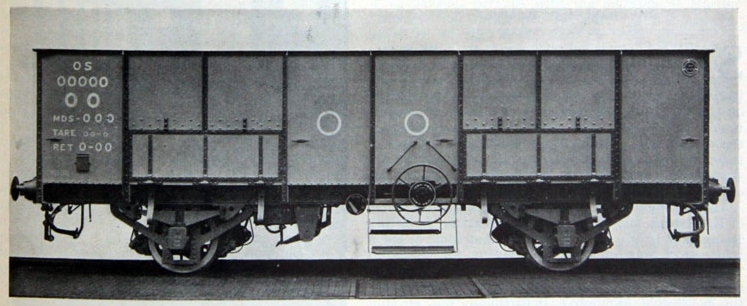
Musterwagen Typ OS, gebaut von Leeds Forge in England

Die Baureihen für die indische Breitspur wurden mit Großbuchstaben bezeichnet, die sich in der Regel von der Wagenbauart ableiteten. So stand „O“ für Open wagon (deutsch: offener Güterwagen) und „C“ für Covered wagon (deutsch: gedeckter Güterwagen). Weitere Wagentypen wurden dann mit zusätzlichen Buchstaben benannt. Beispielsweise „OM“ für Open military oder „CJ“ für Covered Jute (gedeckter Wagen für den Transport von Jute). Wagen mit Drehgestellen hatten davor ein „B“ für Bogie, beispielsweise „BO“ für einen offenen Wagen.
Im Laufe der Jahre entstanden über 25 verschiedene Wagentypen:
| Bauart                 | Bauart            | englische Bezeichnung | Typen                          |
| ---------------------- | ----------------- | --------------------- | ------------------------------ |
| Offene Güterwagen      | zweiachsig        | open                  | O, OH, OM, ON, OS, OX          |
| Offene Güterwagen      | mit Drehgestellen | bogie open            | BO, BOC                        |
| Gedeckte Güterwagen    | zweiachsig        | covered               | C, CA, CE, CH, CJ, CMR, CR, CX |
| Gedeckte Güterwagen    | mit Drehgestellen | bogie covered         | BCR                            |
| Bremserwagen           | zweiachsig        | brake van goods       | BVG                            |
| Kesselwagen            | zweiachsig        | tank                  | TO, TP, TM                     |
| Schienentransportwagen | mit Drehgestellen | bogie rail            | BR                             |
| Tiefladewagen          | mit Drehgestellen | bogie well            | BW, BWH, BWL, BWX              |

Von jedem Wagentyp wurden jeweils mehrere Musterwagen angefertigt. Anfangs wurden diese von britischen Wagenherstellern gebaut, später direkt in Indien.
Die verschiedenen Typen waren in der Regel alle für eine Achslast von 16,3 t konstruiert. Lediglich die Typen mit „X“ hatten eine Achslast von 19,3 t.
Außerdem entstanden auch Standardbaureihen für Meterspur und Schmalspur. Eine der ersten Wagentypen für die  Meterspur war „MBR“ für Metre-gauge Bogie Rail (deutsch in etwa: Drehgestellwagen zum Schienentransport für die Meterspurweite). Bei Standardbaureihen für Schmalspur wurde entsprechend ein „N“ für Narrow-gauge vor den Wagentyp gestellt.

## Vorteile der neuen Standardbaureihen
Die indischen Klasse-1-Gesellschaften führten nun gemeinsame Ausschreibungen bei den Wagenbauanstalten durch und bestellten zusammen ihren jährlichen Bedarf. So konnten die Gesellschaften günstigere Preise erzielen und die Wagenbauanstalten besser planen. Soweit die indischen Hersteller nicht in der Lage waren alle gewünschten Wagen zu liefern, wurde auch bei britischen Herstellern bestellt.
Bei der ersten gemeinsamen Bestellung für 1929/1930 bestellten alle Gesellschaften zusammen 4315 zweiachsige Güterwagen nach dem neuen IRS.
Aufgrund der einheitlichen Baureihen und Standards konnten zudem defekte Güterwagen nun auch in den Werkstätten jeder anderen Eisenbahngesellschaft repariert werden und brauchten dazu nicht erst zu der Werkstatt der Eigentümergesellschaft transportiert zu werden.

## Übersicht ausgewählter Wagentypen
| Wagentyp | LüP [mm] | Rahmenlänge [mm] | Breite [mm] | Anzahl Achsen | Radstand [mm] | Eigen- gewicht [t] | Lade- gewicht [t] | Quellen (mit Bild)  |
| -------- | -------- | ---------------- | ----------- | ------------- | ------------- | ------------------ | ----------------- | ------------------- |
| O        |          | 5943             | 2844        | 2             | 3505          | 10,31              | 22,29             | [ 9 ]               |
| OM       |          |                  |             | 2             |               | 10,62              | 21,98             | [ 10 ]              |
| OS       | 9345     | 8382             | 2844        | 2             | 4877          | 13,9               | 31                | [ 11 ] [ 12 ]       |
| BOC      | 13462    | 12192            | 2844        | 4             | 10363         | 20,06              | 45,14             | [ 13 ]              |
| C        | 7670     | 6400             | 2844        | 2             |               | 10,1               |                   | [ 14 ]              |
| CR       |          | 7163             | 2844        | 2             | 4572          | 10,77              | 21,83             | [ 9 ] [ 15 ] [ 16 ] |
| CMR      |          |                  |             | 2             |               | 11                 | 21                | [ 17 ]              |
| MC       |          | 5486             | 2392        | 2             | 3048          | 5,5                | 18                | [ 18 ]              |
| MBVG     |          | 5182             |             | 2             | 3048          | 12,35              | 3                 | [ 19 ]              |
| MBTP     |          | 8992             | 2238        | 4             | 6934          | 17,11              | 24094 Ltr.        | [ 20 ]              |
| MBR      |          | 13106            | 2489        | 4             | 10896         | 11,91              | 36                | [ 21 ] [ 8 ]        |
| NOM      |          |                  | 2133        | 4             |               | 7,45               | 20                | [ 22 ]              |

## Weitere Entwicklung
Der IRS blieb bis zur Unabhängigkeit Indiens 1947 gültig. Danach wurden von Indian Railways neue Standards für Güterwagen entwickelt. Die Baureihen- bzw. Typenbezeichnungen wurden übernommen und weiterentwickelt. Beispielsweise entstand 1951 der Spezial-Tiefladewagen BWS für bogie well wagon special (deutsch etwa: Spezial-Tiefladewagen mit Drehgestellen). Da die IR heute nur noch Drehgestell-Güterwagen im Einsatz haben beginnen entsprechend alle Typen mit „B“ für bogie (Drehgestell). Der heute mit am häufigsten verwendete offenen Güterwagen hat die Typenbezeichnung „BOXN“.